# 多足類
多足類（たそくるい、Myriapod、学名：Myriapoda）とは、節足動物を大まかに分ける分類群の1つ。分類学上は多足亜門とされる。ムカデ・ヤスデ・コムカデ・エダヒゲムシを含む。縦長い体にほぼ同型の体節と数多くの脚をもつ。

## 特徴

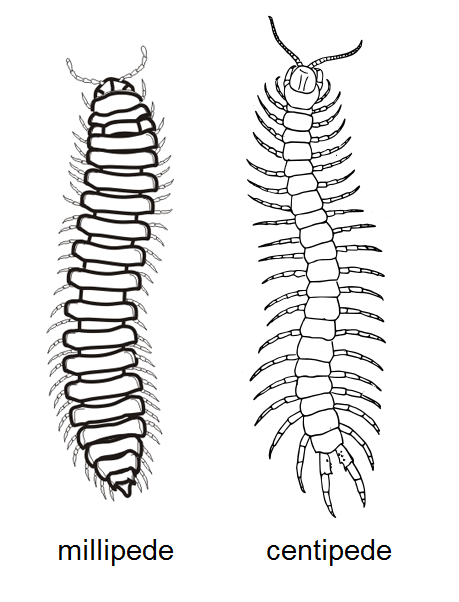
ヤスデ（左）とムカデ（右）

体は往々にして縦に長く、頭部と胴部の2部に分かれる。大きさは様々で、ムカデとヤスデには十数cmに及ぶ大型種が含まれるが、エダヒゲムシとコムカデに属するものでは小型種である。化石種まで範囲を広げれば、ヤスデには2mに達し、節足動物の中でも史上最大級の1つとして知られるアースロプレウラがある。

### 頭部

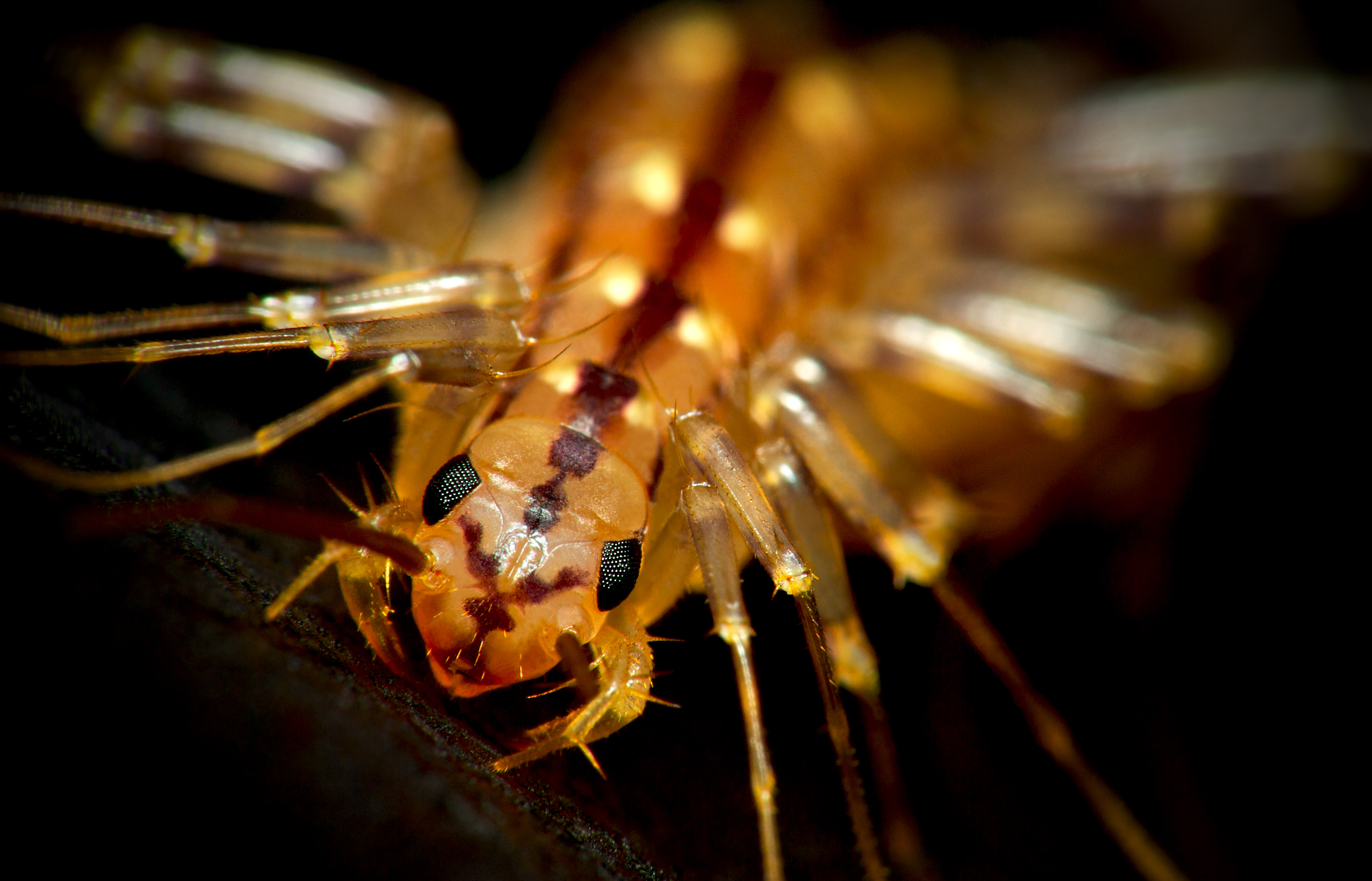
複眼を持つゲジ類の頭部
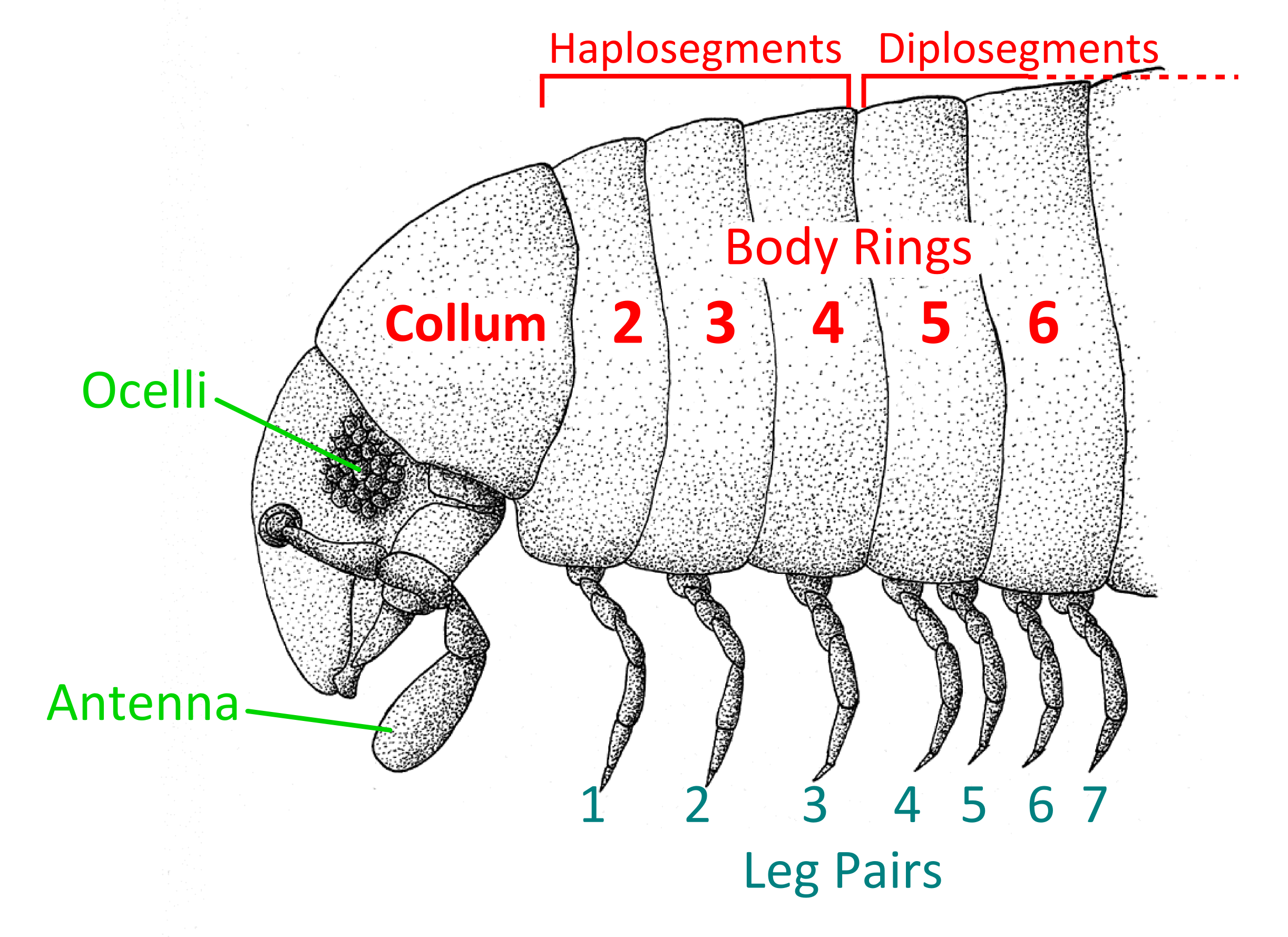
ヤスデの前端。単眼・触角・体節の構成を示す。

頭部（head）は先節（ocular somite）と直後5節の体節（第1-5体節）から癒合した合体節であり、原則として触角（antennae）・大顎（mandible）・第1小顎（first maxilla）・第2小顎（second maxilla）という計4対の付属肢（関節肢）がある。六脚類と同様、大顎に大顎髭（mandibular palp）はなく、第2体節は間挿体節（intercalary segment）で付属肢は胚発生のみに見られ、後に退化消失する（甲殻類の第2触角に相同）。ヤスデとエダヒゲムシの場合は更に特化が進み、第5体節に当たる第2小顎まで退化消失した。コムカデの場合、第2小顎は左右癒合し、六脚類の下唇に似た構造体を成している。
多足類の頭部は上述の通り、六脚類を思わせる部分が何箇所見られる。しかし多足類の大顎は少なくとも前後2節に分かれ、基部（mandible base）と顎部（gnathal lobe）の間に能動的な関節がある。内部の幕状骨（tentorium、大顎の動作に関与する内骨格）は能動的で、両前方には大顎の内転筋に連結した棒状の構造体（transverse bar）がある。これらの特徴は他の節足動物に類が見られない、多足類の最も重要な共有派生形質と考えられる。
眼は側眼（lateral eye）のみ知られ、中眼（median eye）は存在しない。側眼は複眼由来だが、現生群はほとんどが退化し、無眼もしくは複眼の個眼由来の単眼のみをもつ。既知唯一の例外はゲジ目に属するムカデで、側眼はれっきとした複眼である。

### 胴部

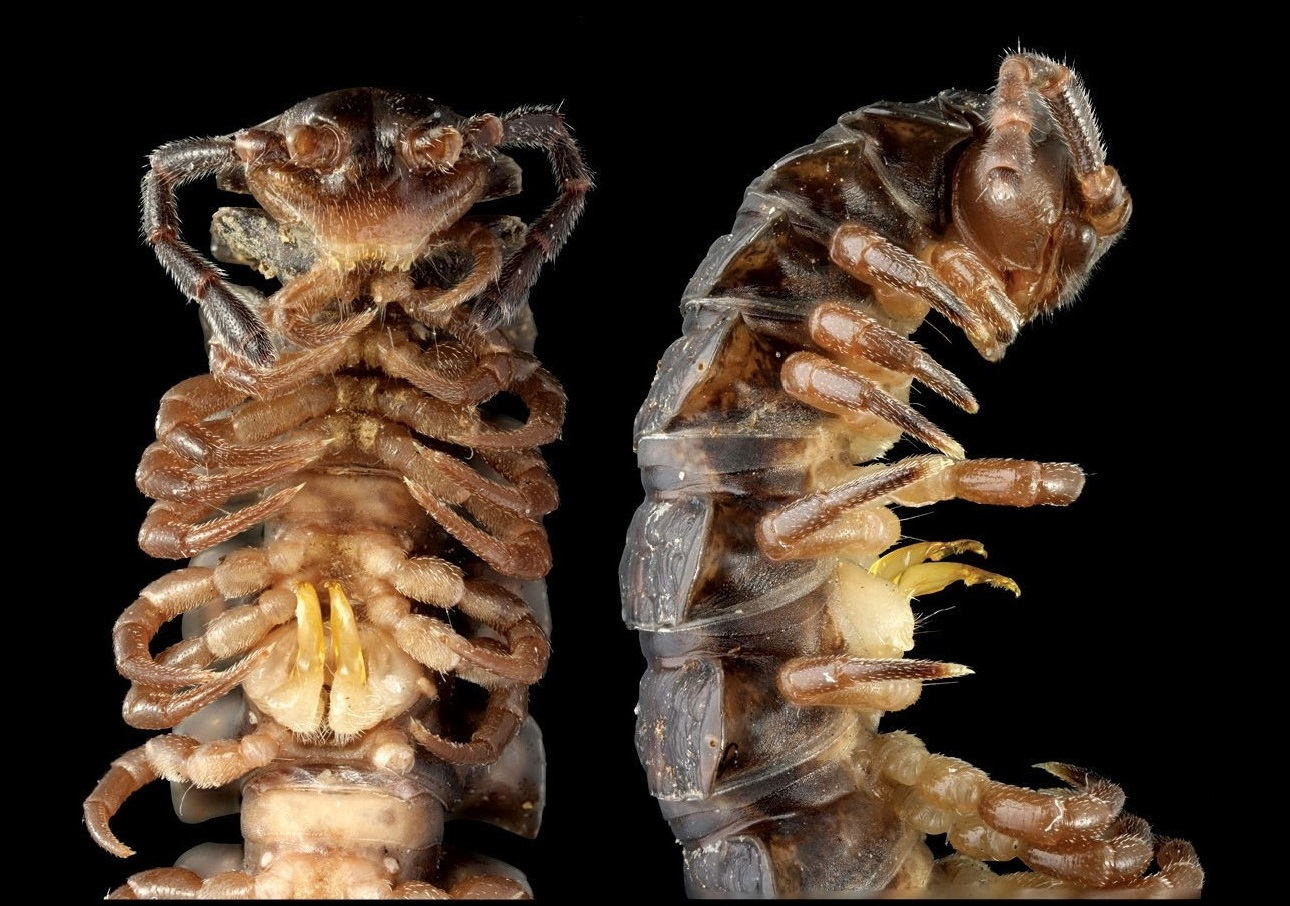
ヤスデの1種 Nipponesmus shirinensis の前端。特化した生殖肢もつ。
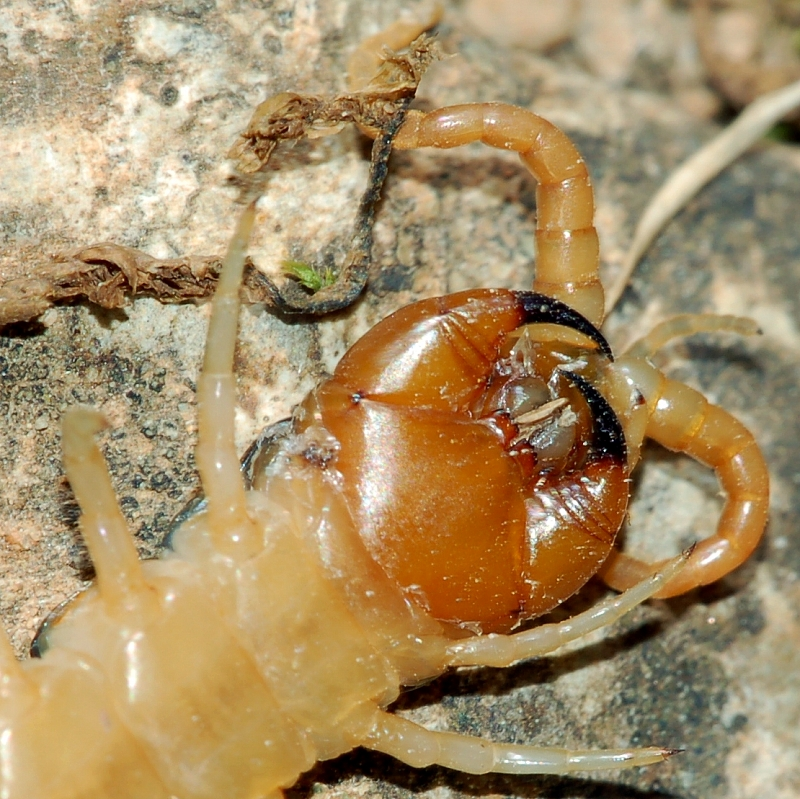
ムカデの前端腹側。頑丈な顎肢をもつ。

胴部は縦に長く、数多くの体節が並び、そのほぼすべてが同規的で、原則として1胴節に同型の歩脚型関節肢（脚）が1対ずつ出ている。形態や機能上の特化はほぼせず、例外は繁殖用の生殖肢（gonopods）・ムカデの顎肢（forcipules、maxillipeds）と曳航肢（ultimate legs）・コムカデの紡糸腺（spinnerets）など僅かな例のみ挙げられる。ヤスデの場合、ほぼすべての胴節が2節ずつセットで重体節（diplosegment, diplosomite）に癒合するため、外見上では1胴節に2対の脚があるのように見える。
いずれにせよ、この胴部は他の多くの節足動物に見られる顕著な機能的分化はない。他の節足動物では胸部と腹部、あるいは前体と後体などを区別し、それぞれ異なった形態および付属肢を持つのが通例である。現生節足動物の中で多足類に似た例は、海底洞窟に産する甲殻類のムカデエビ類のみがある程度である。この同規的な体節制は、節足動物の祖先形質に似ると考えられる。
他の特徴については群によって異なる。例えば胴部の生殖口は尾端にあるもの（ムカデ）や腹面の前半部にあるもの（その他）がある。胴部の尾端、例えば尾節（telson）の構造もそれぞれである。

## 生態と発育

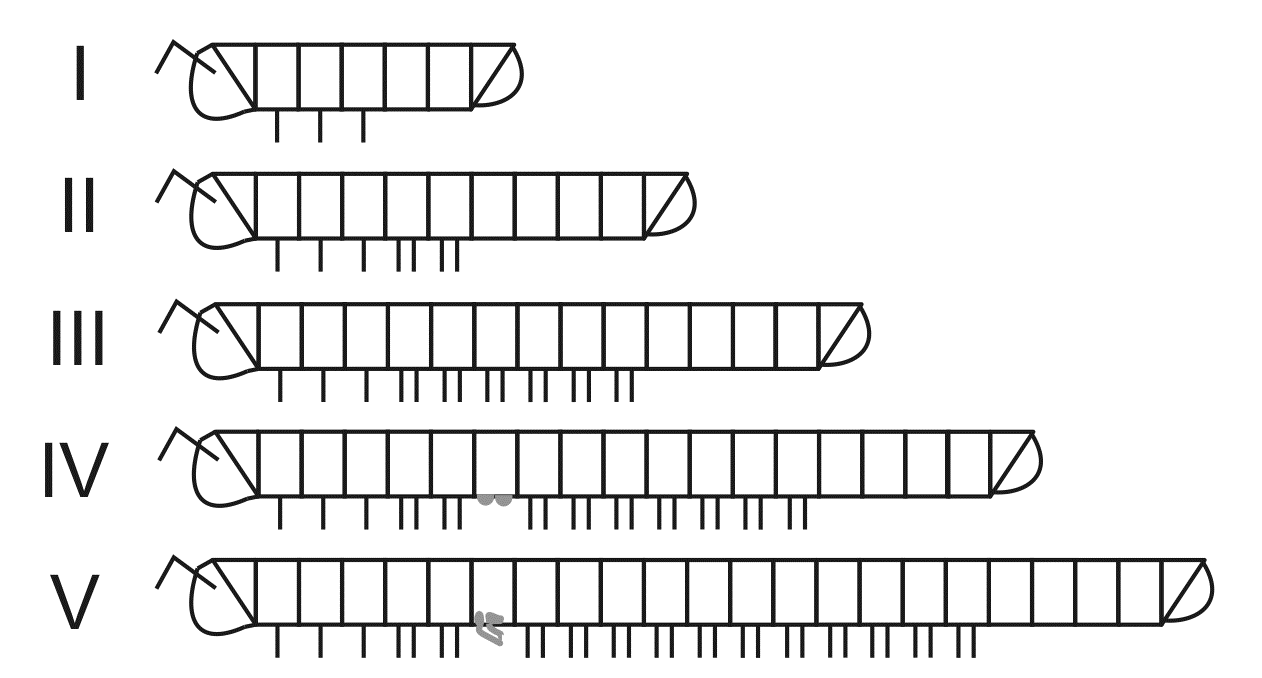
ヤスデの1種 Nemasoma varicorne の増節変態

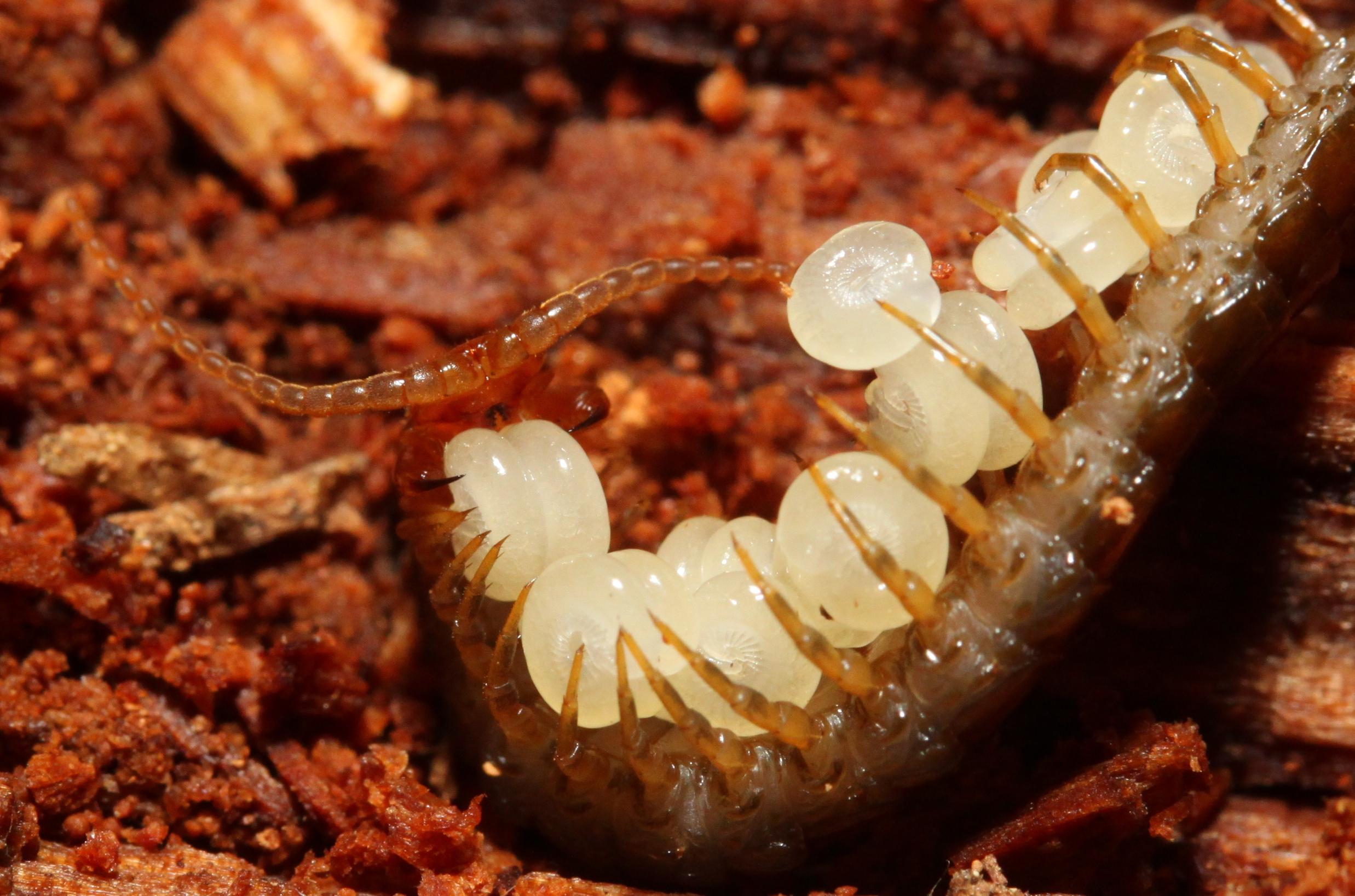
卵を抱えるムカデ
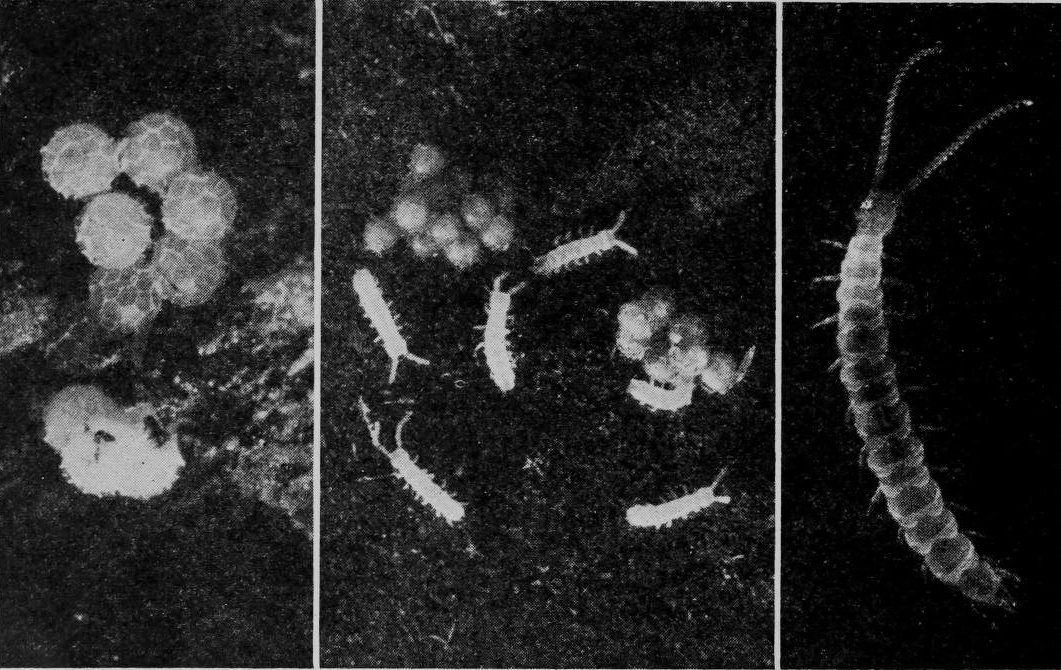
コムカデの1種Scutigerella immaculata の卵（左）、孵化直後の幼生（中）と成体（右）

現生のすべてが陸上生活で、真の水生種はない。小型のものは、土壌動物として生活するものが多い。多くのは腐植食性であるが、ムカデは肉食性である。
幼生には特別な成長段階はなく、明確な変態は見られないが、成長につれて体節と歩脚が増える、いわゆる増節変態（anamorphic development）の例が多い。変態過程に3対の歩脚をもつ初期段階がヤスデとエダヒゲムシに見られる。ムカデの整形類（オオムカデ目、ジムカデ目）は例外的に卵中にて変態が完了し、自由生活の段階においては増節変態はみられない。
一部の群、例えば整形類のムカデからは卵や幼生を保護する行動が見られる。

## 進化と化石記録

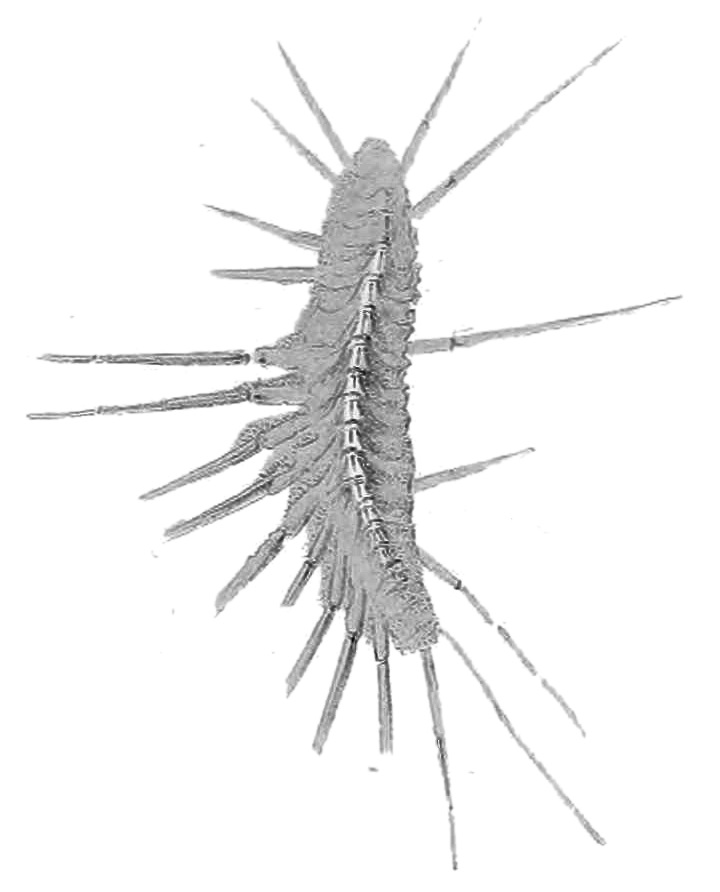
Latzelia primordialis 、化石ゲジ類ムカデの1種

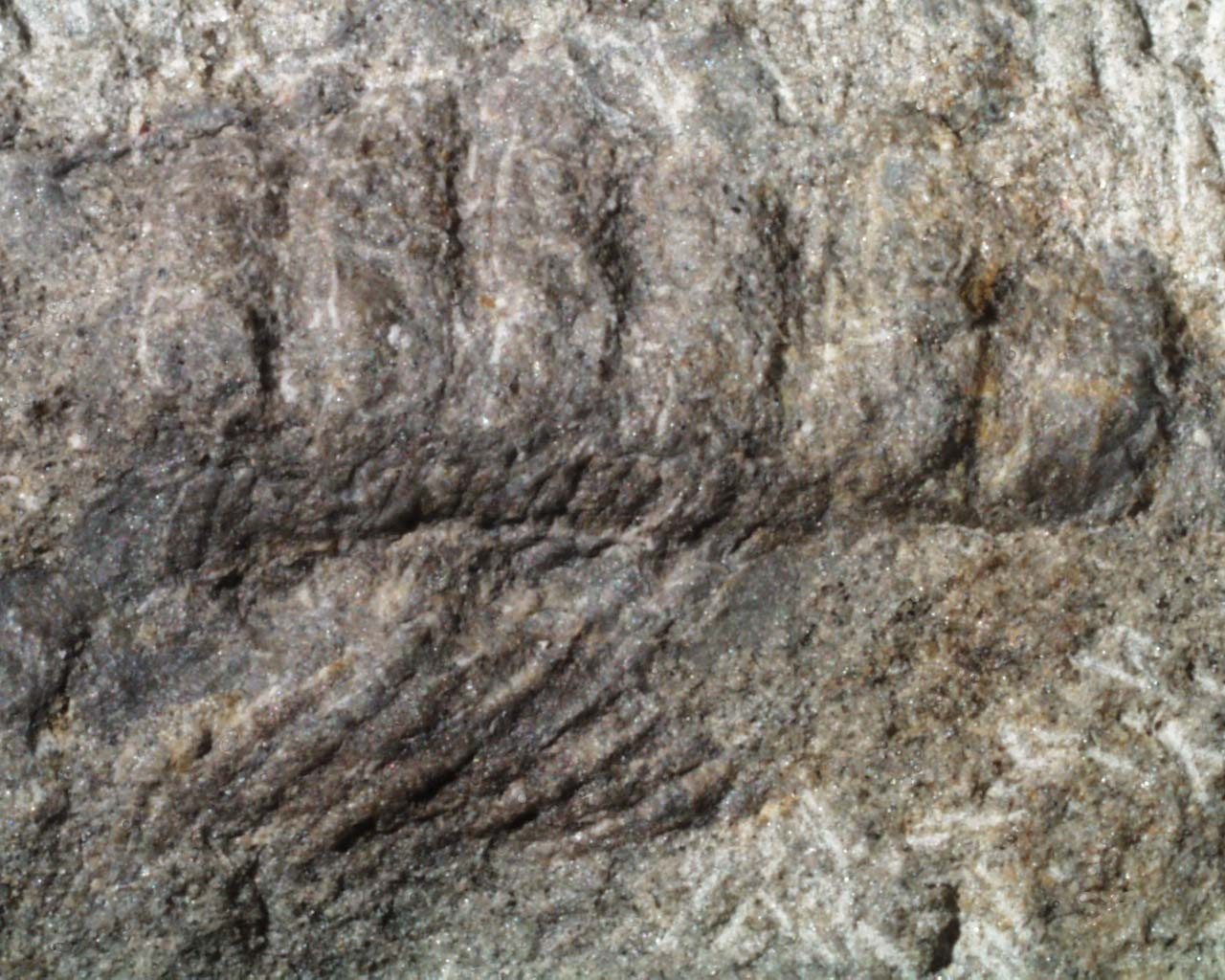
Pneumodesmus newmani
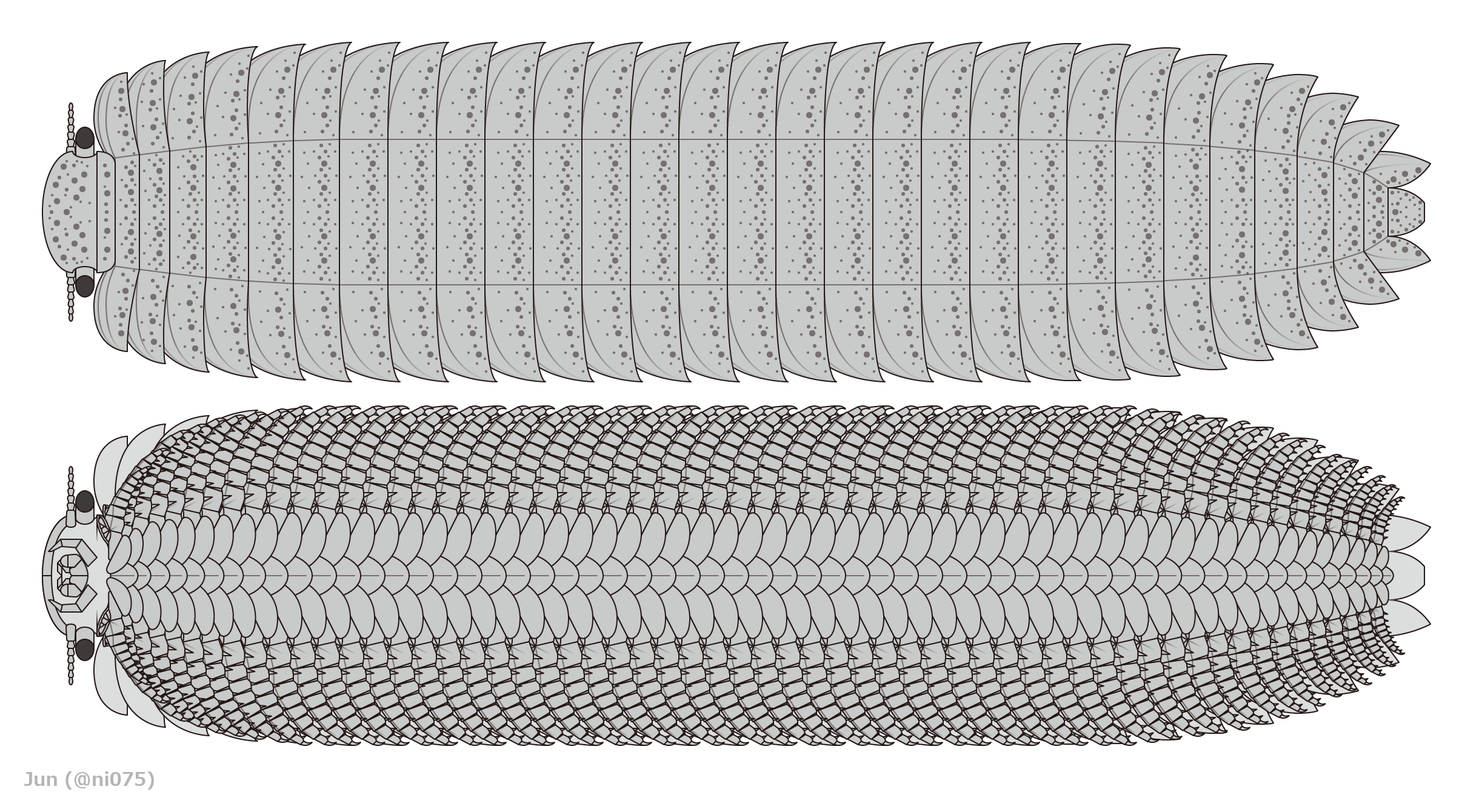
全長2m以上に及ぶアースロプレウラ Arthropleura armata の復元図

多足類の化石は希少で、その多くがヤスデとムカデであり、特にコムカデとエダヒゲムシは琥珀のみによって知られる。多足類の共通祖先は、およそカンブリア紀中期で他の節足動物と分岐したと考えられる。カンブリア紀からデボン紀にかけて生息したユーシカルシノイド類（Euthycarcinoidea）は、口器と複眼の細部構造の類似から基盤的な多足類とも考えられる。
多足類は初期の陸上生活を行った動物として知られている化石記録を含む。これは Wilson & Anderson (2004) に記載された Pneumodesmus 属のヤスデである。原記載はこれをシルル紀中期後半の化石と考え、従って既知最古の陸生動物と見なされた。しかし Suarez et al. (2017) の再検証により、これは直後のデボン紀前期のものと見直された。ムカデの中ではゲジ類が既知最古の化石記録をもち、シルル紀後期まで遡る。
大型節足動物が多く出現する石炭紀では、多足類からも巨大な化石種が現れた。化石ヤスデ類だと考えられるアースロプレウラ類の1属アースロプレウラ（Arthropleura）は、既知最大級の節足動物の1つとして知られ、全長およそ2メートル以上に達する。

## 分類

### 系統関係
古典的な見解では、多足類は六脚類（広義の昆虫類）に対して側系統群を成すと考えられた。これは本群における多くの六脚類らしき形質に因んでおり、例えば第2触角と大顎髭の欠如・気管と気門から構成される呼吸器・単枝型の脚・マルピーギ管の位置・ヤスデなどに見られり3対の脚をもつ幼生段階・コムカデに見られる下唇のように癒合した第2小顎などの類似点が挙げられる。こうした多足類は、長い間に六脚類の近縁と考えられ、この2群は無角類（Atelocerata）としてまとめられた（これは文献によって気門類 Tracheata、狭義の単肢類 Uniramia sensu stricto とも呼ぶ）。
しかし90年代以降の分子系統学的解析は、多足類と六脚類の類縁関係を支持しなかった。その代わりに、むしろ甲殻類と六脚類の類縁関係、特に六脚類は側系統群である甲殻類から分岐した群であるという系統関係の方が有力視されている。六脚類と甲殻類は、まとめて汎甲殻類 Pancrustacea（八分錘類 Tetraconataともいう）を成している。これによると、上述の多足類と六脚類の類似は、系統関係を示唆せず、単に収斂進化の結果だと見直さなければならない。

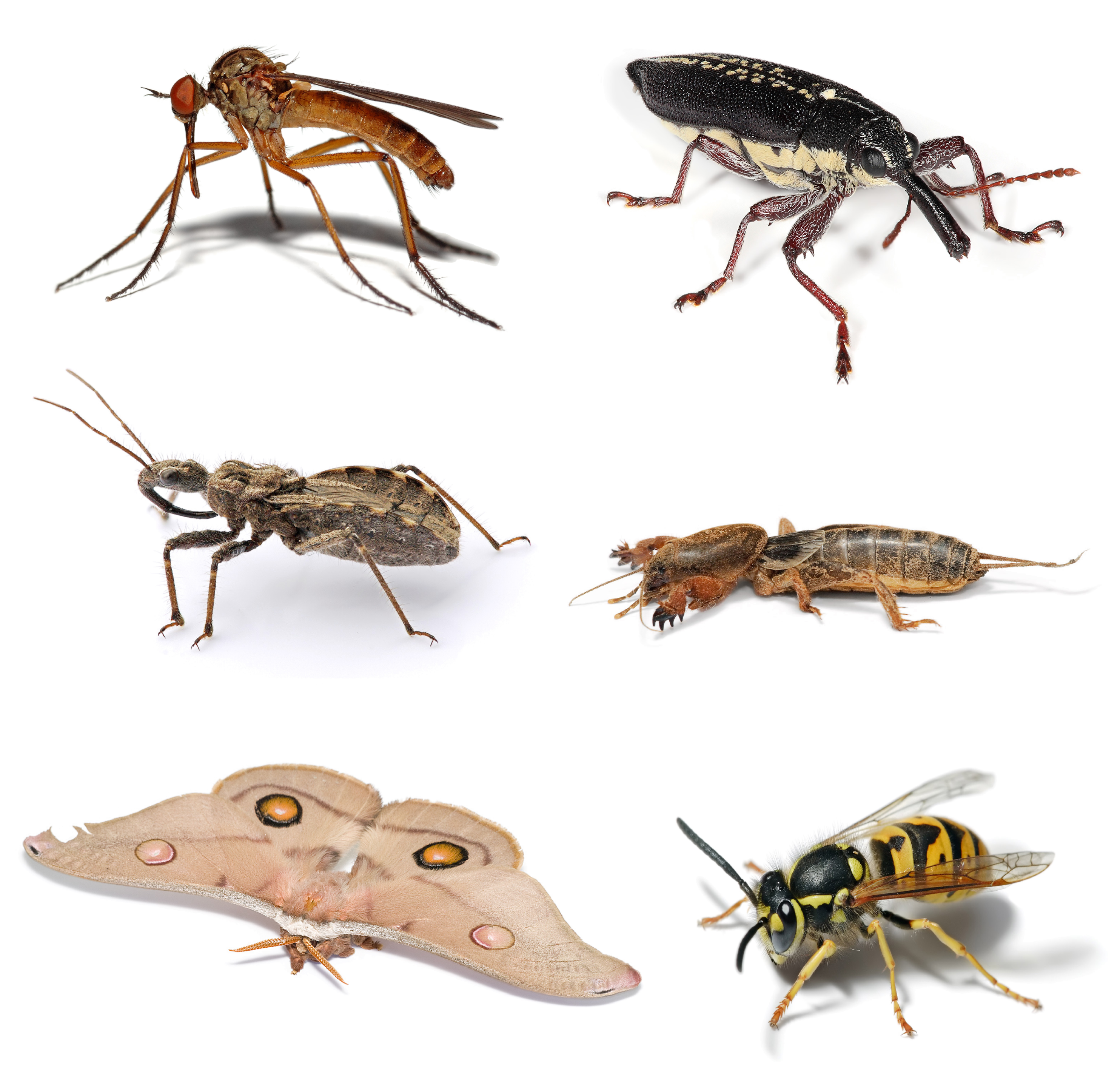
かつて多足類に類縁と考えられた昆虫類
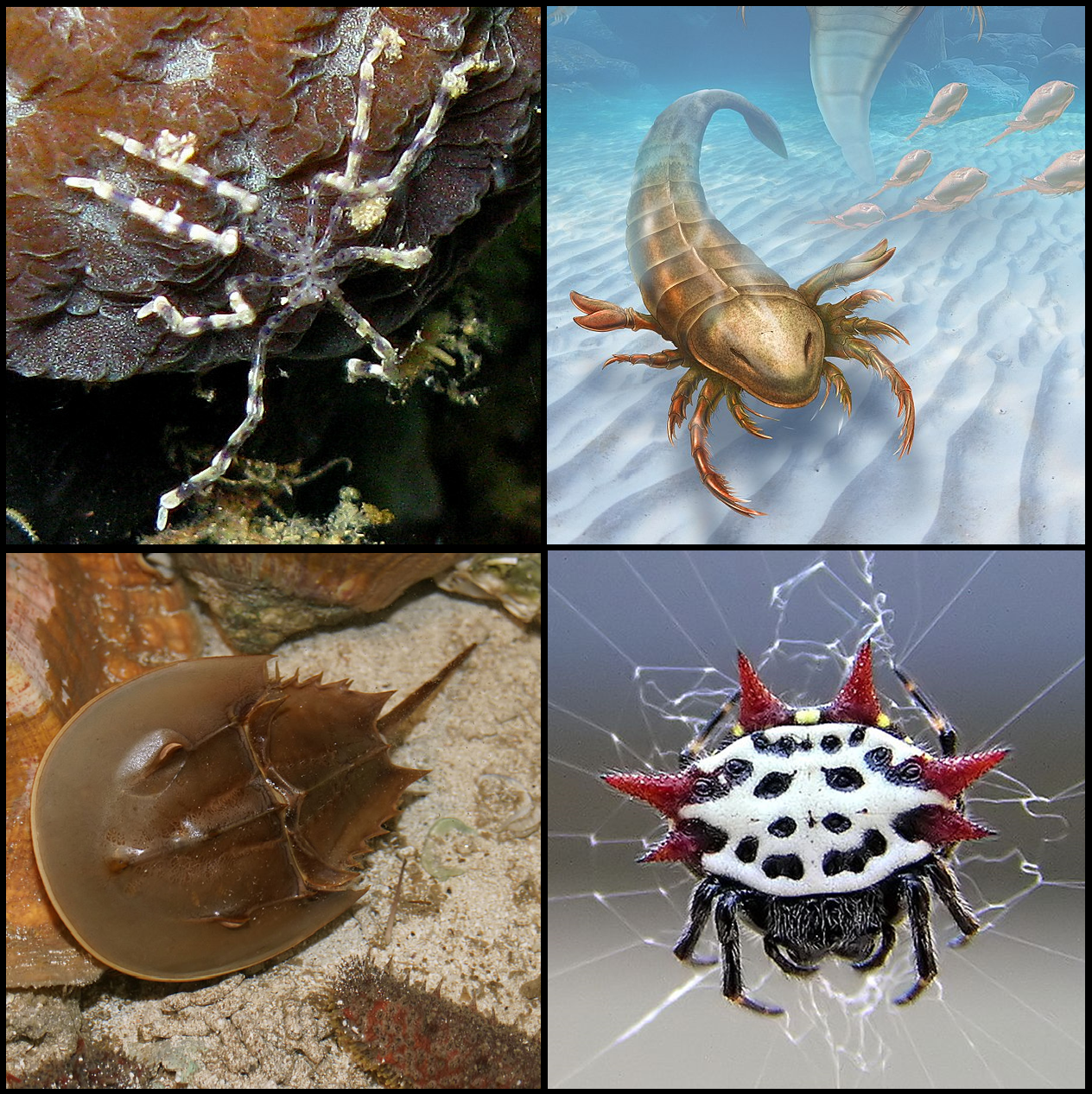
鋏角類

汎甲殻類仮説が有力視されるようになった2010年代以降、節足動物における多足類の系統的位置については、大顎類（Mandibulata）仮説と多足鋏角類（Myriochelata、または矛盾脚類 Paradoxopoda）という2つの対立仮説が注目される。大顎類は多足類・甲殻類・六脚類という大顎と触角を有する3群からなる系統群で、その中で多足類は汎甲殻類と姉妹群をなす。多足鋏角類は多足類と鋏角類からなり、この2群が姉妹群をなし、もしくは鋏角類は側系統群の多足類から分岐したとされるて。この2説の中で、Myriochelataは支持が弱く、いくつかの不確かな分子系統解析と（単に節足動物の祖先形質かもしれない）神経発生的証拠のみに示唆される。大顎類は研究が進むほど広く認められ、多足類は単系統群で、汎甲殻類の姉妹群であることが数多くの分子系統解析とホメオティック遺伝子発現に示唆される。

### 下位分類

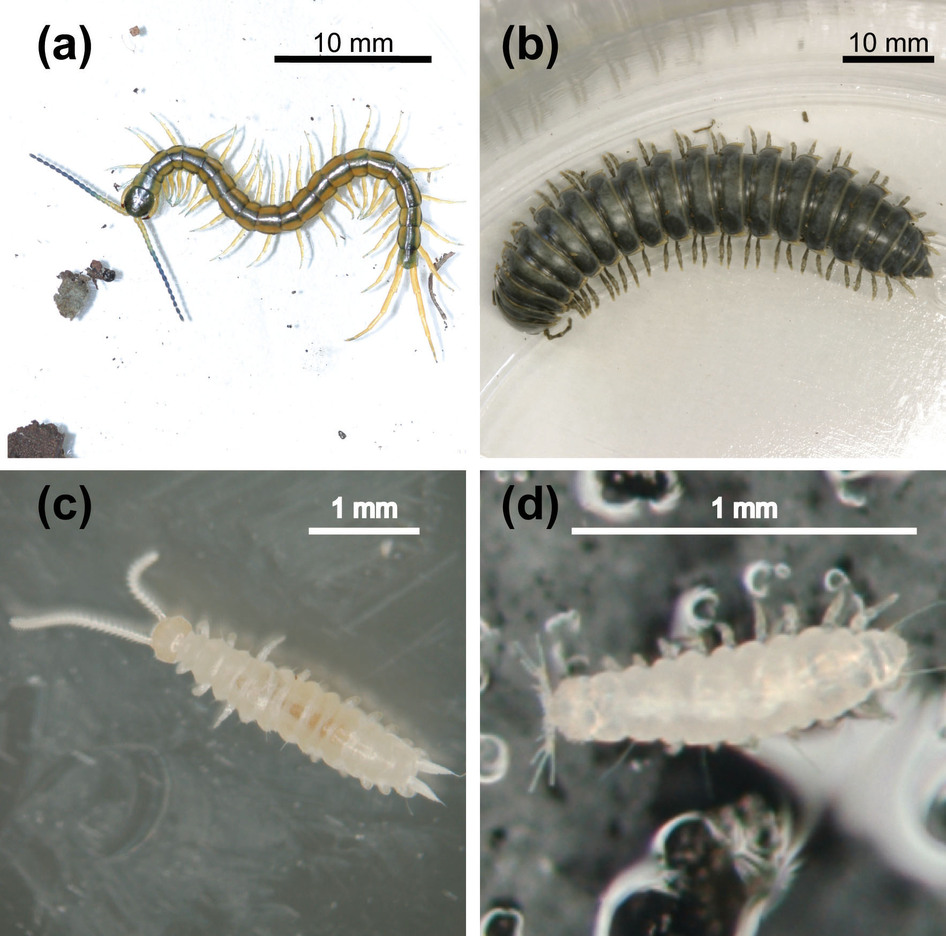
(a) Scolopendra sp. (ムカデ綱)
(b) Riukiaria holstii （ヤスデ綱）
(c) Hanseniella caldaria（コムカデ綱）
(d) エダヒゲムシ科の1種（エダヒゲムシ綱）

多足類（多足亜門 Myriapoda）に属する節足動物は、ムカデ（ムカデ綱、唇脚綱、Chilopoda）・ヤスデ（ヤスデ綱、倍脚綱、Diplopoda）・コムカデ（コムカデ綱、結合綱、Symphyla）・エダヒゲムシ（エダヒゲムシ綱、少脚綱、Pauropoda）という4つの群（綱）に分けられる。これらの4綱の類縁関係については議論があったものの、ムカデは4群の中で最初期に分岐し（後性類・前性類説）、ヤスデとエダヒゲムシは姉妹群である（双顎類説）という系統関係の方が、生殖口の位置や口器の構造などの形態学的相違点や分子系統学的解析に支持される。また、エダヒゲムシ綱とコムカデ綱からなるEdafopoda（土壌edafos + 脚podiaの意）、ムカデ綱とヤスデ綱からなるPectinopoda（櫛pecten + 脚podiaの意で、大顎の櫛葉が由来）の2群に分ける系統仮説も提唱されている。化石群であるアースロプレウラ類 （Arthropleuridea）はかつては独立の絶滅群（アースロプレウラ綱）扱いとされてきたが、21世紀以降ではヤスデであると判明し、その1亜綱（アースロプレウラ亜綱）として分類されるようになった。
- 多足亜門 Myriapoda
  - 後性類（ムカデ上綱） Opisthogoneata - 生殖孔は胴部の後方に備わる。
    - ムカデ綱（唇脚綱）Chilopoda : オオムカデ、ゲジ、イシムカデ、ジムカデ

  - 前性類（ヤスデ上綱） Progoneata - 生殖孔は胴部の前方に備わる。
    - コムカデ綱（結合綱）Symphyla : コムカデ
    - 双顎類 Dignatha - 第2小顎を欠き、第1小顎は顎唇に癒合、第1胴節は付属肢のない頸板である。
      - ヤスデ綱（倍脚綱）Diplopoda : オビヤスデ、ヒメヤスデ、タマヤスデ、フサヤスデ、ツムギヤスデ、アースロプレウラ
      - エダヒゲムシ綱（少脚綱）Pauropoda : エダヒゲムシ、ヤスデモドキ、ニワムシ

## 研究分野
多足類に注目する研究分野は「Myriapodology」（多足類学界）と呼ばれる。なお、他の現生節足動物の大グループ（鋏角類・甲殻類・六脚類）に比べて、多足類に注目する研究は著しく欠いていると指摘される。例えば多足類の節足動物における本格的な遺伝子発現とゲノム解析は、それぞれ2001年と2014年以前では前例がなかった。ムカデは有毒生物として広く知られるものの、その毒の成分に関する研究は少なかった。